# 鉄のストーブ

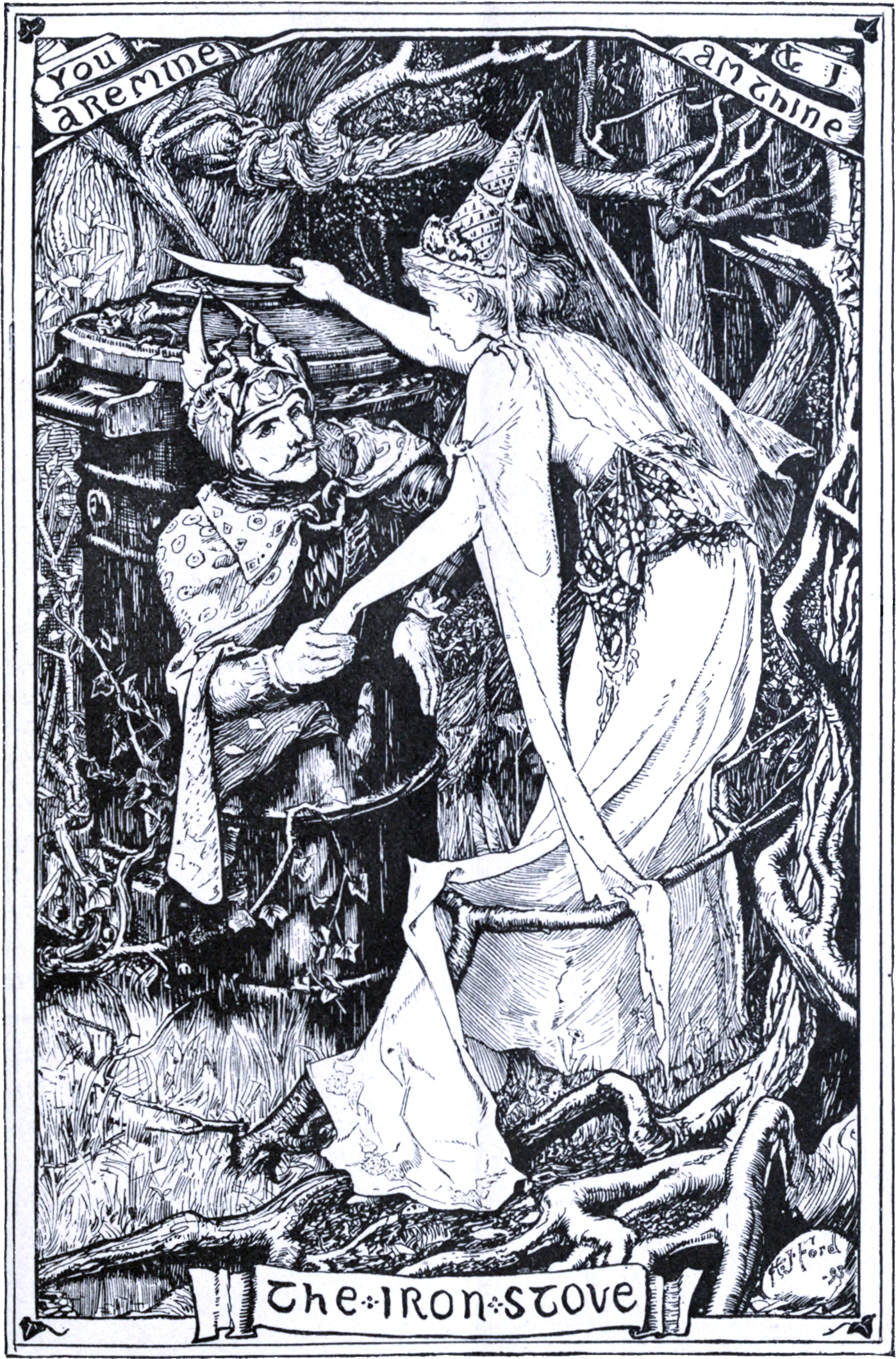
本編の一場面より

「鉄のストーブ」（てつのストーブ、Der Eisenofen、KHM127）は、グリム童話のひとつ。

## あらすじ
何年も助けられずに森の大きな鉄のストーブの中に閉じ込められる王子がいた。ある日、森で迷子になった王女が長い間さまよい歩いた末に、そのストーブの前にたどり着いた。すると中から「どこへ行くのですか？」と声がした。王女は「父の国へ戻りたいのに、迷ってしまったの」と返事をした。それに対してストーブの声は、王女を今すぐに国へ帰してあげると約束したが、それには、国へ帰った後、再びナイフを持って森に戻り、ナイフでストーブに穴をあけ、その中の王子と結婚しなければならないという条件がついていた。王女はそれを承諾し、王子が付けてくれたお供と一緒に森を抜け、無事国へ帰ることができた。
無事に帰ってきた王女を見て、王様はとても喜んだ。しかし、王女が森での出来事を話したところ、王様は大変ショックを受け、粉屋の娘を王女の代わりに森へ行かせることにした。粉屋の娘は言いつけどおり、ナイフで24時間がかりでストーブを削ったが、穴はあかなかった。次に王様は豚飼いの娘を身代わりに森へ行かせたが、粉屋の娘同様、鉄のストーブに穴をあけることができなかった。泣く泣く王女が森へ行くことになり、王様に別れを告げ、森の鉄のストーブをナイフで削った。すると、小さな穴が開いたので、中をのぞくと、宝石に包まれた美しい若者が見えた。穴が大きくなると、男は中から出てきて、王女を自分の国へ連れていこうとした。王女はもう一度だけ父に会いたいと頼み、王子はそれを承諾したが、父王とは三言より多く話してはいけないという条件を付けて、自分は森で待っていると言った。ところが、王女はその約束を破ってしまった。
王女は王子のもとへ急いだが、約束が破られたことを知っていた王子はもう姿を消していた。王女は9日間探し続けたが、食べ物を持っていなかったのでお腹が減ってしょうがなかった。そして真夜中、遠くに明かりを見つけたので、明かりをめざして歩きはじめた。そこには中に美味しそうな料理並んでいる古い家があり、王女が戸をたたくと、小さなカエルが戸をあけてくれた。カエルたちが王女に「どこへ行くの？」とたずねるので、王女は鉄のストーブの話をした。すると、小さいカエルが王女に箱を差し出し、王子探しの旅に役立つものをくれた。王女はその道具を使って、ついに王子のいる城へたどり着き、女中として働き始めた。しかし、既に王子には妻がいた。カエルから貰った道具の中に、三つくるみが入ってあり、そのくるみは、実は豪華な服になる木の実だった。王子の妻がその服をとても欲しがるので、王女は王子と一晩を共に過ごすことを条件に、それを承諾した。しかし、妻は王子に睡眠薬を飲ませ、王女が話かけても目が覚めないようにした。それが2晩続き、怪しくおもった王子は3日目に、睡眠薬を飲まずに王女と床についた。王女が森の出来事を話すのを聞いて、王子は驚き、「あなたがほんとうの花嫁だ」と言って、2人で城を抜け出し、幸せに暮らした。